# Domenico Abatemarco
Domenico Abatemarco (Lagonegro, 1795-1799 – Napoli, 29 aprile 1872) è stato un magistrato, politico e patriota italiano.

## Biografia

### Nascita e attività nella carboneria
Vi sono pareri discordanti sulla data di nascita di Abatemarco: un documento della Gazzetta Ufficiale del 1870 riporta l'8 ottobre 1795, la Camera dei Deputati indica invece il 29 aprile 1795, Pasquale Villani sul Dizionario Biografico degli Italiani riporta il 1796, e infine Alberto Malatesta nel suo Ministri, deputati, senatori dal 1848 al 1922 indica l'anno 1799. 
Esercitò brevemente la professione di avvocato a Napoli, e fu affiliato insieme con il fratello Gabriele alla carboneria. Appartenente alla sezione o vendita de la Filosseria Adelfica di Padula, fondò la vendita dei Figli di Filangieri, così come la vendita de I nostri dritti o la morte assieme al fratello e altri carbonari. 
Nel 1817 partecipò assieme al fratello, a Michele de Blasiis, Girolamo Arcovito e Rosario Macchiaroli a una serie di corrispondenze e riunioni organizzate da Francesco Maria Gagliardi, in cui si pianificò una rivoluzione nella regione e l'istituzione allo scopo di un comitato centrale a Napoli.

### Esilio
Dopo aver partecipato alla fallita rivoluzione del 1821, i due fratelli riuscirono a ottenere il 28 marzo di quell'anno un visto per Malta, pochi giorni dopo il ritorno di Ferdinando I a Napoli, sfuggendo così all'ordine di arresto emanato soltanto il 25 aprile. A Malta conobbero e furono amici del poeta Gabriele Rossetti e dell'ex colonnello Francesco Capacelaltro, insegnando italiano ai figli di quest'ultimo.
Nel 1822 ottennero il permesso di asilo in Francia e a novembre si imbarcarono per Marsiglia. A causa di un'epidemia furono costretti a scontare un periodo di quarantena in un lazzaretto presso l'isola di S. Pietro, ma l'11 dicembre riuscirono a sbarcare in città assieme a Capacelaltro. Restarono lì un anno per poi trasferirsi a Parigi il 6 dicembre 1822, seguendo il consiglio del padre di perfezionare la loro preparazione legale. È riferito anche di un loro soggiorno a Roma nell'ottobre 1827, da cui cercarono senza successo di poter rientrare a Napoli. Al contrario, vennero esclusi dall'amnistia concessa il 18 dicembre 1830 da Ferdinando II.

### Rientro a Napoli
Temporaneamente stabilitisi a Firenze, i fratelli Abatemarco ricevettero infine la grazia reale nel 28 gennaio 1831 a seguito del parere favorevole del Consiglio di Stato. Rientrato a Napoli, Domenico Abatemarco riprese la professione forense e assieme al fratello partecipò nuovamente a una vendita carbonara, detta Il sacro giuramento. A seguito della promulgazione della costituzione del gennaio 1848, Abatemarco venne nominato pari del Regno e consigliere di Cassazione. Fu anche membro della commissione per il regolamento interno della Camera dei Pari e della commissione per la redazione dell'indirizzo di risposta al discorso della Corona. Tale periodo durò poco: già nel 1849, con l'abrogazione delle libertà costituzionali, perdette i suoi incarichi nella magistratura.
Con la raggiunta unità d'Italia nel 1860, Abatemarco divenne prima consigliere di Stato e poi membro della Corte di Cassazione e, candidato nel collegio di Sala Consilina, venne eletto deputato nelle elezioni del 1861. Non partecipò attivamente ai lavori parlamentari, al punto che Cletto Arrighi nella sua opera I 450 deputati del presente e i deputati dell'avvenire, racconta che «Non lo si vide mai; tanto che, per un pezzo, fu creduto un mito creato dall'ardente immaginazione del Massari». Tale affermazione fu contestata dallo stesso Abatemarco in una lettera pubblicata in un altro volume dell'opera, ridimensionando la frequenza delle sue assenze e le giustificandole con le sue condizioni di salute e i suoi impegni ufficiali.